# Ruedi Häusermann
Ruedi Häusermann (* 5. Dezember 1948 in Lenzburg) ist ein Schweizer Musiker, Komponist und Regisseur.

## Leben
Von 1969 bis 1974 studierte Häusermann Wirtschaftswissenschaften an der Universität Zürich. Von 1975 bis 1980 studierte er Musik mit Schwerpunkt klassische Querflöte. Früh interessierte er sich für Jazz und freie Improvisation. Schon als Jugendlicher spielte er im Orchester von Pepe Lienhard. Zusammen mit dem Cellisten Martin Schütz und dem Schlagzeuger Martin Hägler gründete er das Trio The Immervollesäle. Er arbeitete mit dem Maler Giuseppe Reichmuth und dem Musiker und Regisseur Christoph Marthaler. 1992 stellte er die eigene Musik mit dem Soloprogramm Der Schritt ins Jenseits erstmals in einen theatralen Zusammenhang. In den szenischen Kompositionen für Musiker und Schauspieler erfindet er eine eigene poetische und humorvolle Welt. In den Inszenierungen thematisiert er mit dem Blick auf die kleinen Dinge des Alltags die Situationen menschlichen Versagens.
Häusermann inszenierte unter anderem am Theater Basel, an der Volksbühne Berlin, am Schauspielhaus Graz, am Schauspielhaus Hannover, an der Bayerischen Staatsoper München, am Staatstheater Stuttgart, am Burgtheater Wien und am Schauspielhaus Zürich.
1996 erhielt Häusermann den Schweizer Hörspielpreis. 1999 wurde er mit dem Bayerischen Theaterpreis ausgezeichnet. 2003 erhielt er den Aargauer Kulturpreis. 2011 wurde er mit dem Zürcher Kunstpreis ausgezeichnet.

## Inszenierungen
- Der Schritt ins Jenseits, Uraufführung: Volksbühne Berlin 1992
- Baden zusammen, Uraufführung: Volksbühne Berlin 1993
- Weshalb Forellen in Rapperswil essen, wenn wir im Appenzellerland Speck haben können nach Texten von  Robert Walser, Uraufführung: Theater am Neumarkt Zürich 1994
- De Schattehof im Neumarktsäli nach Texten von Hans Roth und Ernst Burren, Uraufführung: Theater am Neumarkt Zürich 1995
- Seitenwechsel, Uraufführung: Volksbühne Berlin 1996
- Rest. Frohsinn, Uraufführung: Theater am Neumarkt Zürich 1997
- Abt. Geschlossen, Uraufführung: Theater am Neumarkt Zürich 1997
- Das ausgestopfte Reh nach Texten von Norbert Kaser, Uraufführung: Schauspielhaus Wien 1997
- Perpetuum mobile nach Texten von Paul Scheerbart und Velimir Chlebnikov, Uraufführung: Volksbühne Berlin 1998
- Früher war ich sehr ruhig, jetzt ist’s etwas besser nach Texten von Peter Bichsel, Uraufführung: Theater Basel 1999
- Das Beste aus: Das Menschliche Versagen (Folge I), Uraufführung: Theater Basel 1999
- Kanon für geschlossene Gesellschaft, Uraufführung: Bayerische Staatsoper München 2000
- Väter unser, Uraufführung: Schauspielhaus Zürich und Bayerische Staatsoper München 2001
- Long–Slow–Fade, Uraufführung: Schauspielhaus Zürich 2001
- Trübe Quellenlage, Uraufführung: Theater Basel 2002
- Der Tod und das Mädchen: Rosamunde von Elfriede Jelinek, Uraufführung: Schauspielhaus Graz 2002
- Es ist gefährlich über alles nachzudenken, was einem gerade einfällt nach Texten von Daniil Charms, Uraufführung: Schauspielhaus Hannover 2004
- Unterricht in der Kunst, die Fröhlichkeit nicht einzubüßen nach Texten von Robert Walser, Uraufführung: Theater Basel 2004
- V. v. V. – Verneigung vor Valentin, Uraufführung: Theater Basel 2005
- Gewähltes Profil: Lautlos, Uraufführung: Schauspielhaus Hannover, Bayerische Staatsoper München und Staatstheater Stuttgart 2006
- Wenn eine Dolores heisst, muss sie noch lange nicht schön sein nach Texten von Peter Bichsel, Uraufführung: Schauspielhaus Zürich 2007
- Über Tiere von Elfriede Jelinek, Uraufführung: Burgtheater Wien 2007
- Die Glocken von Innsbruck läuten den Sonntag ein, Uraufführung: Burgtheater Wien 2009
- Aber nein – noch leben sie! Odeanbusch, Uraufführung: Schauspielhaus Hannover 2009
- Randolph’s Erben: Blas- und Streichinstrumente An- und Verkauf, Uraufführung: Staatstheater Stuttgart 2009
- Der Hodler, Uraufführung: Schauspielhaus Zürich 2010
- Gang zum Patentamt nach Texten von Paul Scheerbart, Uraufführung: Hebbel am Ufer Berlin 2010
- Vielzahl leiser Pfiffe. Umwege zum Konzert, Uraufführung: Schauspielhaus Zürich 2012
- A scheene Leich. Eine Erblastkomödie, Uraufführung: Münchner Kammerspiele 2023

## Veröffentlichungen
- Peter Bichsel: Matrosen übrigens halten Tauben für Zugvögel. Hörspielbearbeitung von Ruedi Häusermann. Christoph Merian Verlag, Basel 2008, ISBN 978-3-85616-357-0.
- Elfriede Jelinek: Über Tiere. Eine musikalische Durchquerung von Ruedi Häusermann. Christoph Merian Verlag, Basel 2009, ISBN 978-3-85616-419-5.
- Ruedi Häusermann: Wetterminiaturen. col legno, Wien 2010.

## Auszeichnungen
- 1996 Schweizer Hörspielpreis
- 1999 Bayerischer Theaterpreis für Das Beste aus: Menschliches Versagen (Folge I)
- 2003 Aargauer Kulturpreis
- 2011 Zürcher Kunstpreis
- 2018 Schweizer Theaterpreis (mit Kapelle Eidg. Moos)